# Dysschema viduopsis
Dysschema viduopsis är en fjärilsart som beskrevs av Erich Martin Hering 1926. Dysschema viduopsis ingår i släktet Dysschema och familjen björnspinnare. Inga underarter finns listade i Catalogue of Life.